# Harald Lindahl
Sven Edvard Harald Lindahl, född 26 december 1925 i Jönköping, död 15 juni 1977, var en svensk ingenjör. 
Lindahl, som var son till boktryckare Sven Lindahl och Hulda Svensson, utexaminerades från Chalmers tekniska högskola 1950. Han var utredningsman och sekreterare vid Kungliga Ingenjörsvetenskapsakademiens transportforskningskommission 1951–1954, sekreterare i försvarets materialhanteringsdelegation 1952–1954, transportchef vid AB Volvo 1954–1963, chef för Volvokoncernens trafiktekniska utveckling 1963–1966, professor i transportteknik vid Chalmers tekniska högskola från 1966 och dekanus vid sektionen för maskinteknik 1972–1975.